# Tunu
Tunu, originalment Østgrønland (Groenlàndia Oriental) és una de les tres regions (amt) en les quals es dividia Groenlàndia fins a 2009. La seva capital era el principal nucli de població, Tasiilaq. En 2005 tenia 3.800 habitants.
La regió constava de dues municipis: Ammassalik i Illoqqortoormiut, i a més part del Parc Nacional del Nord-est de Groenlàndia cobreix la meitat septentrional de Tunu.
Limitava a l'est amb el mar de Groenlàndia, el mar de Noruega, l'estret de Dinamarca i l'oceà Atlàntic. A l'oest es trobava Groenlàndia Occidental.